# WRC 3 (videojuego)
WRC 3 es un videojuego de carreras desarrollado por Evolution Studios y publicado por Sony Computer Entertainment en 2003 como parte de la serie World Rally Championship. El juego fue lanzado para PlayStation 2 el 21 de noviembre de 2003 en Europa, y más tarde el 27 de mayo de 2004 en Japón (donde fue publicado por Spike).

## Jugabilidad
WRC 3 cuenta con 17 pilotos de 7 equipos. Aunque Mitsubishi no participó a tiempo completo en el campeonato esta temporada, aparecen en todos los eventos del juego y, por lo tanto, son elegibles para obtener puntos de equipo en el modo campeonato. Del mismo modo, Hyundai apareció en cada evento a pesar de retirarse del campeonato en la vida real hacia el final de la temporada. Todos los 14 rallies del calendario oficial de WRC 2003 aparecen en el juego.

## Recepción
El juego recibió revisiones "mixtas" de acuerdo con el sitio web de agregación de reseñas Metacritic. En Japón, Famitsu le dio un puntaje de ocho, uno nueve, uno siete y un ocho para un total de 32 de 40. En el Reino Unido, la revista oficial de PlayStation 2 del Reino Unido dijo que el juego desafió a Colin McRae, y lo incluyó en sus 100 mejores juegos.[cita requerida]